# 월계수
월계수(月桂樹, bay laurel)는 지중해 연안이 원산지로, 한반도에는 경남, 전남 지방에 주로 분포한다. 상록교목으로 높이 15m 내외로 자라고 나무껍질은 검은 회색이며 가지와 잎이 무성하다. 잎은 어긋나고 딱딱하며 긴 타원형 또는 피침형으로서 짙은 녹색이고 가장자리는 파상(波狀)이며 문지르면 향기가 난다. 꽃은 이가화로, 4-5월에 황색으로 피며 잎겨드랑이에 모여 달린다. 꽃잎은 4개, 수술은 8-14개, 암술은 1개이다. 장과는 타원상 구형이고 10월에 흑자색으로 익는다. 고대 올림픽에서 승자에게 월계수잎이 달린 가지로 만든 관을 주어 명예의 표지로 삼았는데 이것을 월계관이라고 하였다. 말린 잎은 향기가 좋아서 그대로 요리 또는 차에 넣는다. 암수딴그루이다.평화를 상징한다.

## 갤러리

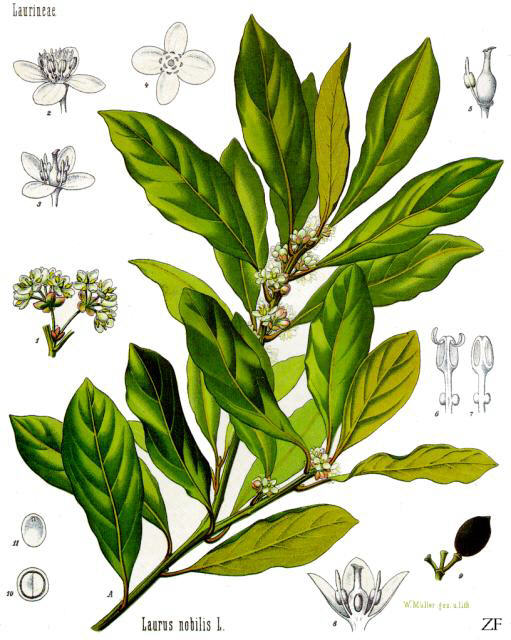
19세기의 도해
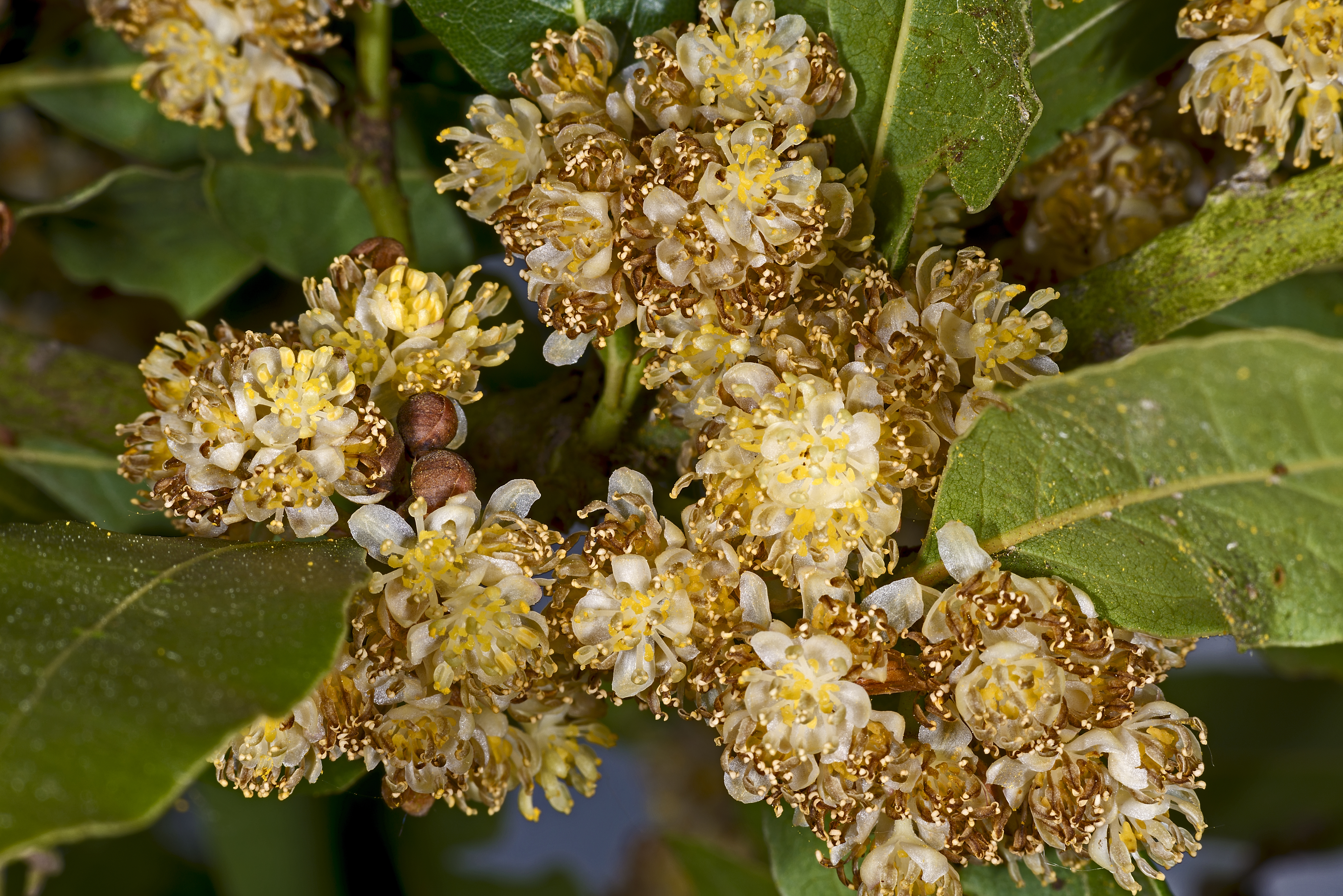
잎과 꽃
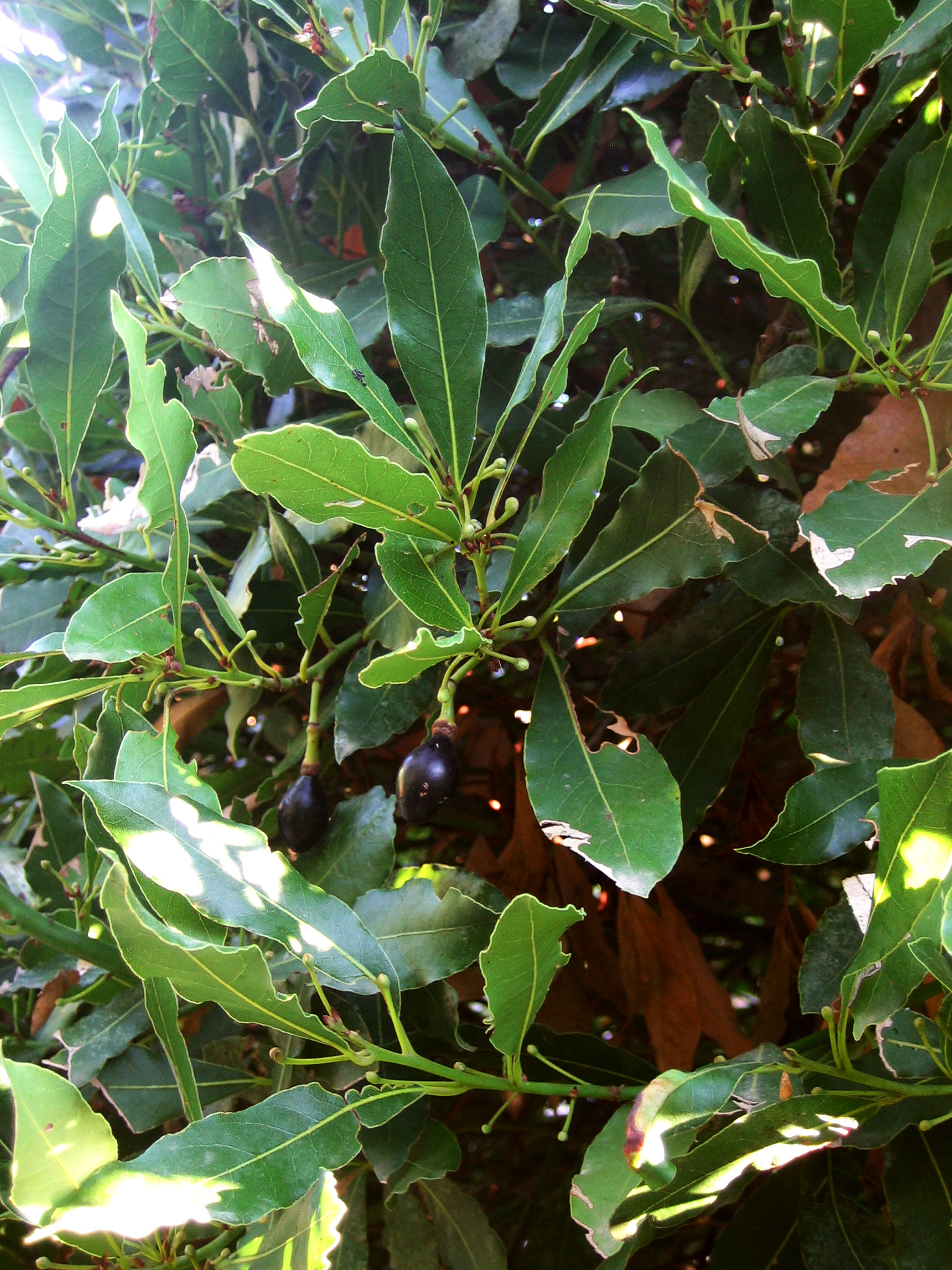
잎, 꽃눈과 열매
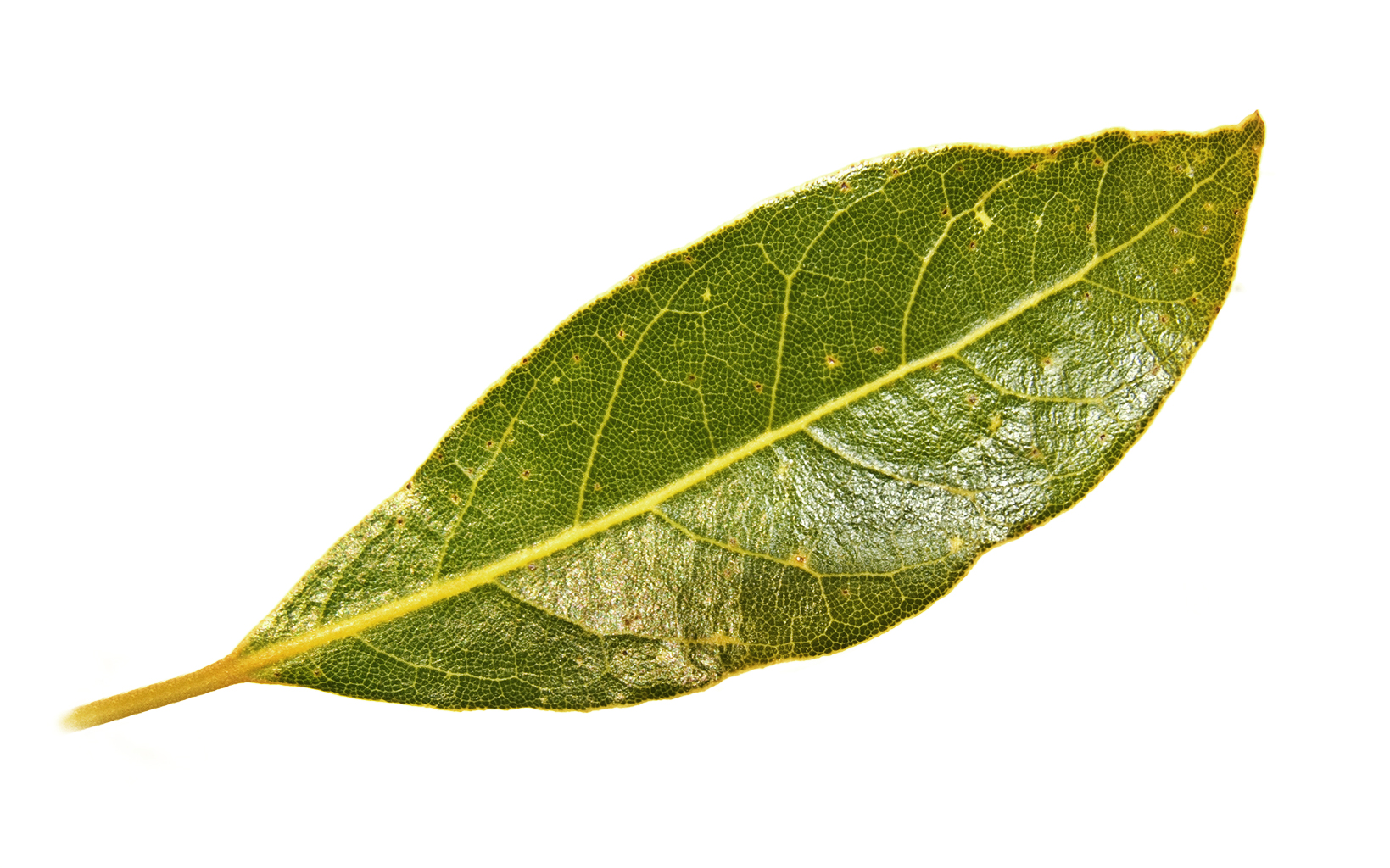
잎
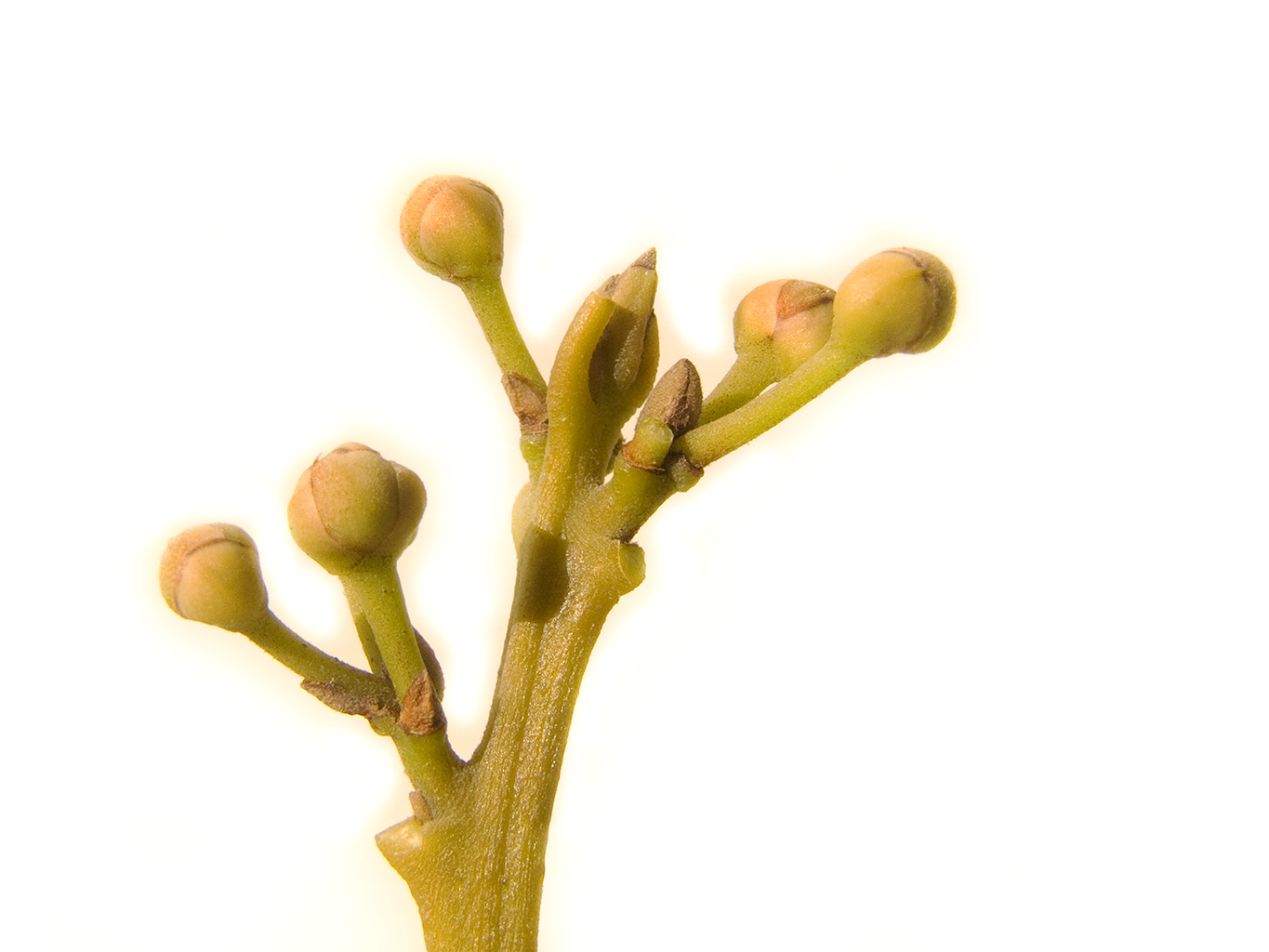
꽃눈
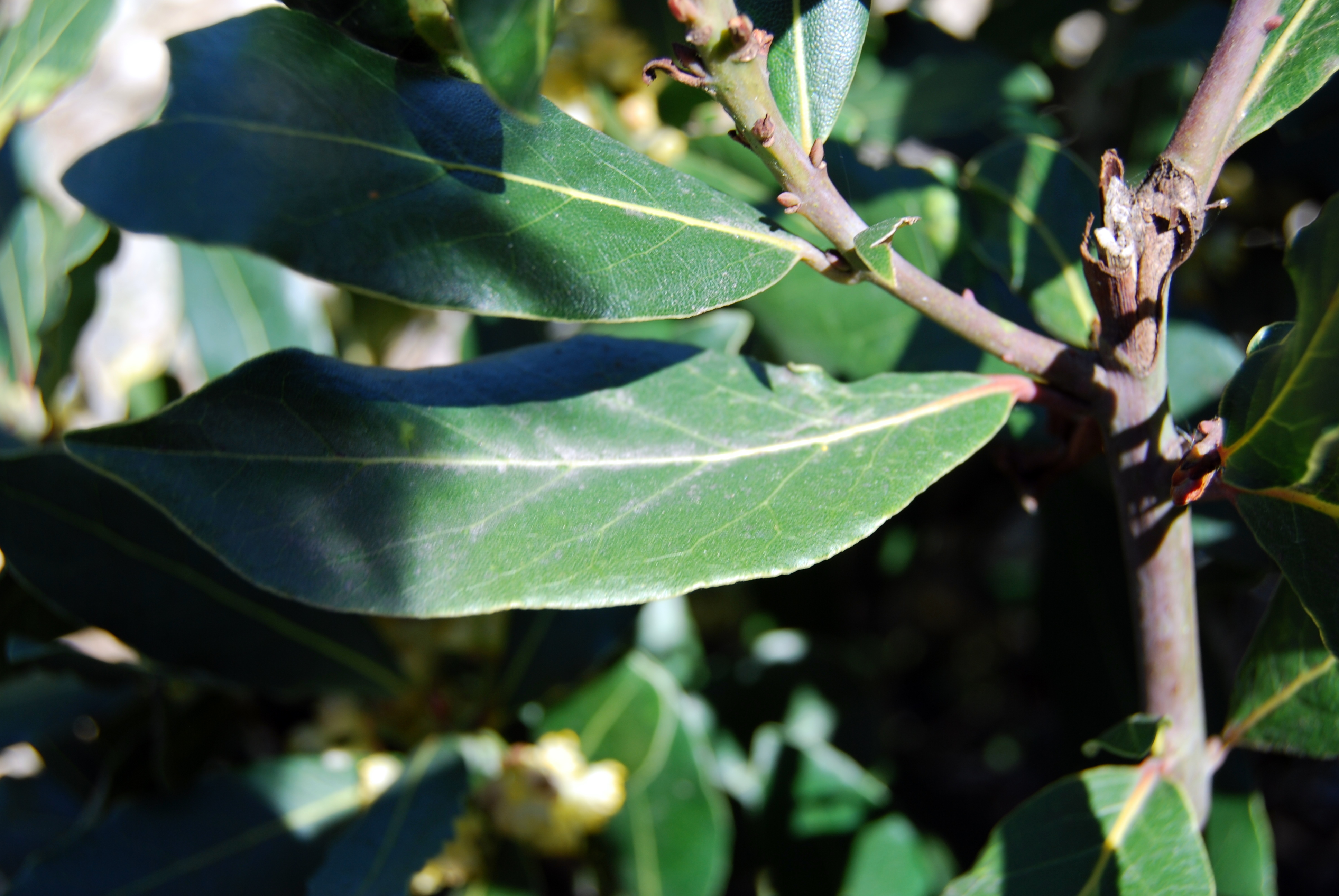
잎
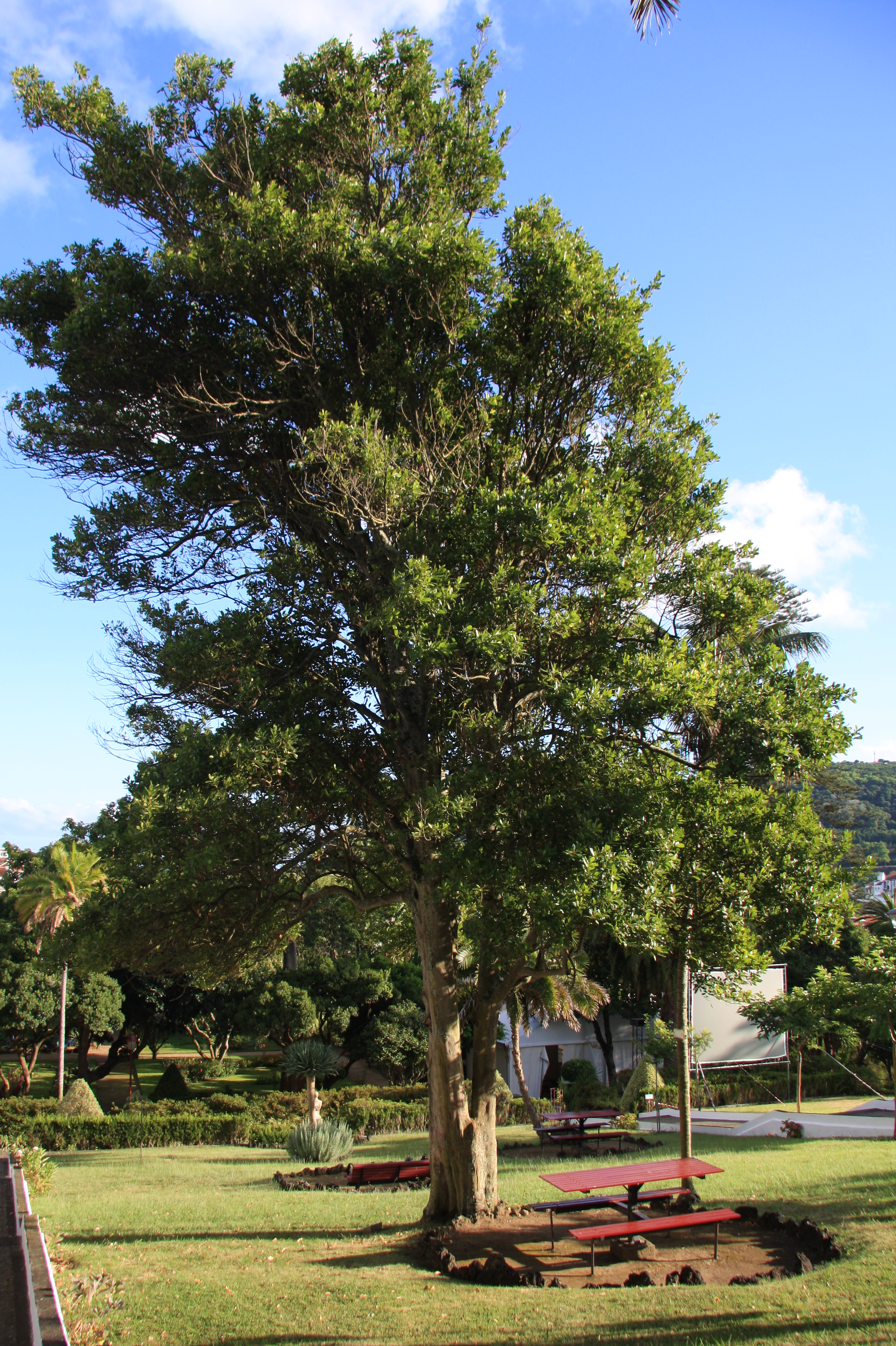
월계수

## 같이 보기
- 식나무
- 월계수 잎